# Дорпош-Шляхецький
Дорпош-Шляхецький (пол. Dorposz Szlachecki, нім. Hönsdorf) — село в Польщі, у гміні Києво-Крулевське Хелмінського повіту Куявсько-Поморського воєводства.
Населення — 124 особи (2011).
У 1975-1998 роках село належало до Торунського воєводства.

## Демографія
Демографічна структура станом на 31 березня 2011 року:
|          | Загалом | Допрацездатний вік | Працездатний вік | Постпрацездатний вік |
| -------- | ------- | ------------------ | ---------------- | -------------------- |
| Чоловіки | 55      | 11                 | 42               | 2                    |
| Жінки    | 69      | 10                 | 44               | 15                   |
| Разом    | 124     | 21                 | 86               | 17                   |